# Berlin-Stadtrandsiedlung Malchow
Stadtrandsiedlung Malchow ("Stadsrandwijk Malchow") is een stadsdeel van de Duitse hoofdstad Berlijn en behoort tot het noordoostelijke district Pankow. Tot 2001 was Stadtrandsiedlung Malchow onderdeel van het district Weißensee, dat in het genoemde jaar met Pankow werd samengevoegd.
Stadtrandsiedlung Malchow telt iets meer dan 1100 inwoners en bestaat voornamelijk uit vrijstaande huizen. De eigenlijke woonkern ligt in de uiterste zuidwesthoek van het stadsdeel; in het grotendeels onbebouwde gebied ten noorden daarvan, dat zich uitstrekt tot aan de grens met Brandenburg, bevindt zich onder meer een golfbaan. De stadswijk maakt onderdeel uit van de Barnim (streek).

## Ligging
Het stadsdeel grenst in het zuiden aan Weißensee, in het westen aan Heinersdorf en Blankenburg, in het noorden aan Karow en in het oosten aan de Brandenburgse Ahrensfelde en daaronder aan de wijken Wartenberg, Malchow en Neu-Hohenschönhausen van het district Lichtenberg.

## Geschiedenis
Het gebied van het huidige stadsdeel behoorde vroeger tot de gemeente Malchow, die in 1920 werd opgenomen in Groot-Berlijn en tot het district Weißensee behoorde. Op 1 september werd Malchow opgesplitst. De oude dorpskern werd toegekend aan het nieuwe district Hohenschönhausen, terwijl de rest van het gebiedt onder de naam Stadtrandsiedlung in het district Weißensee bleef. Bij de herindeling van 2001 werd het district opgenomen in het district Pankow. 
De wijk werd tussen 1936 en 1939 gebouwd en ligt op een kilometer van het oude dorp Malchow. 

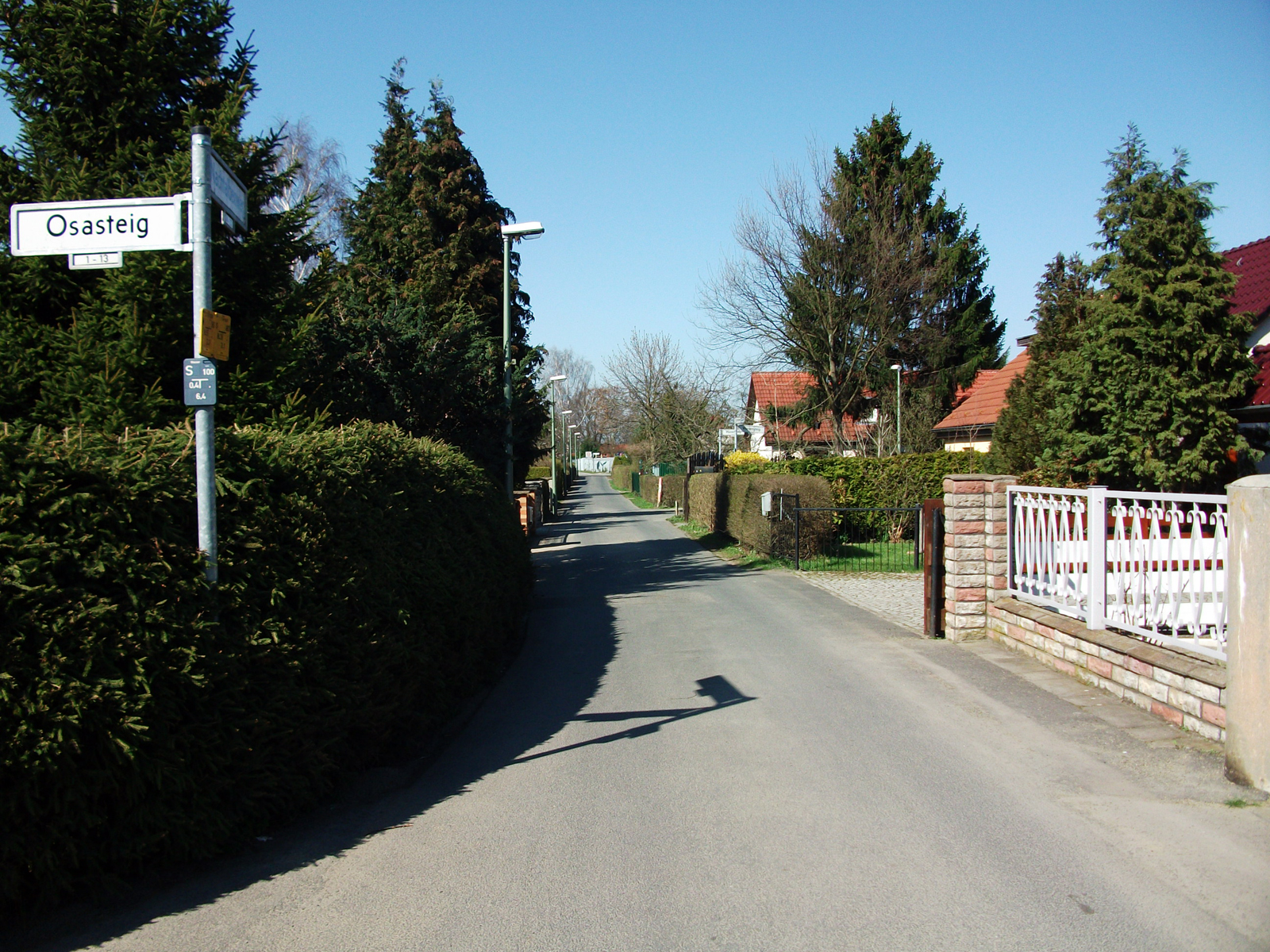
Stadtrandsiedlung Malchow, Nachtalbenweg

Blankenburg ·
Blankenfelde ·
Buch ·
Französisch Buchholz ·
Heinersdorf ·
Karow ·
Niederschönhausen ·
Pankow ·
Prenzlauer Berg ·
Rosenthal ·
Stadtrandsiedlung Malchow ·
Weißensee ·
Wilhelmsruh